# 默尔桑日
默尔桑日（法語：Meursanges，法語發音：[mœʁsɑ̃ʒ]）是法国科多尔省的一个市镇，属于博讷区。

## 地理
默尔桑日（46°59'28"N, 4°56'43"E）面积14.26 平方千米，位于法国勃艮第-弗朗什-孔泰大區科多尔省，该省份为法国中东部省份，北起奥布省，西接涅夫勒省和约讷省，南至索恩-卢瓦尔省，东南接汝拉省，东临上索恩省，东北部与上马恩省接壤。
与默尔桑日接壤的市镇（或旧市镇、城区）包括：吕费莱博讷、圣玛丽拉布朗什、舍维尼昂瓦利耶尔、孔贝尔托、科尔让古、马里尼莱勒莱、圣卢-热昂日。

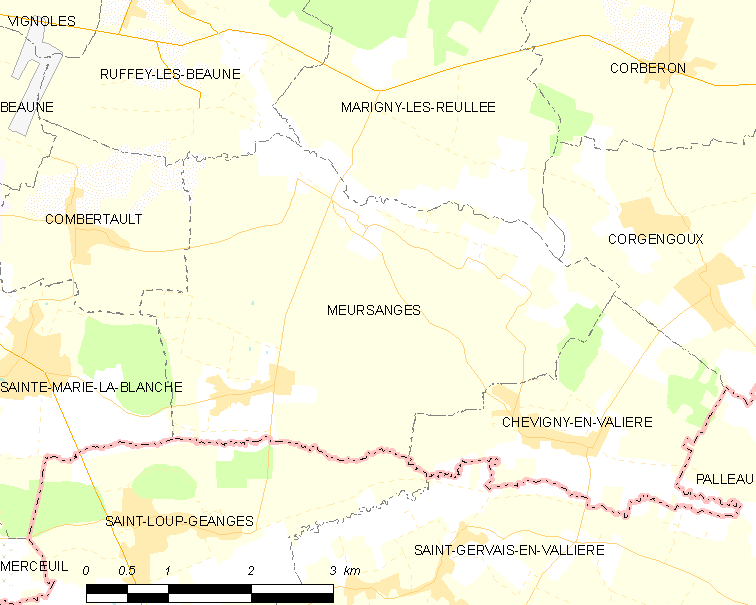
默尔桑日的OSM定位图

默尔桑日的时区为UTC+01:00、UTC+02:00（夏令时）。

## 行政
默尔桑日的邮政编码为21200，INSEE市镇编码为21411。

## 政治
默尔桑日所属的省级选区为拉杜瓦-塞里尼县。

## 人口

1962-2008年间默尔桑日人口变化图示

默尔桑日于2022年1月1日时的人口数量为591人。